# Salome Jens

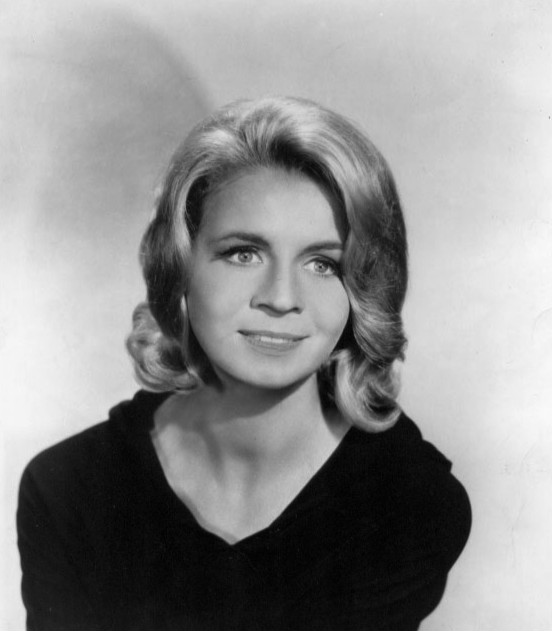
Salome Jens (1965)

Salome Jens (* 8. Mai 1935 in Milwaukee, Wisconsin) ist eine US-amerikanische Schauspielerin.

## Leben und Karriere
Ihr Filmdebüt gab Jens 1958 in dem Science-Fiction Film Terror from the Year 5000. Es folgten neben weiteren Filmrollen zahlreiche Gastauftritte in amerikanischen Fernsehserien wie The Outer Limits (1963), Bonanza (1970) und Rauchende Colts (1971, 1973). In der Serie Falcon Crest spielte sie 1987 die Rolle der Claudia Chadway. 1990 bis 1992 verkörperte sie Martha Kent in der Fernsehserie Superboy. Einem breiten Publikum bekannt wurde sie 1994 in der wiederkehrenden Nebenrolle einer Gestaltwandlerin in Star Trek: Deep Space Nine, die sie bis 1999 in insgesamt 15 Episoden spielte. 2011 hatte sie eine kleine Rolle in dem Kinofilm Green Lantern.

## Filmografie (Auswahl)
- 1958: Terror from the Year 5000
- 1961: The Million Dollar Incident (Fernsehfilm)
- 1961: Angel Baby
- 1962: Preston & Preston (The Defenders, Fernsehserie, eine Folge)
- 1962: Gnadenlose Stadt (Naked City, Fernsehserie, eine Folge)
- 1962: Stoney Burke (Fernsehserie, eine Folge)
- 1963: Die Unbestechlichen (The Untouchables, Fernsehserie, zwei Folgen)
- 1963: Alcoa Premiere (Fernsehserie, eine Folge)
- 1963: The Outer Limits (Fernsehserie, eine Folge)
- 1965: The Fool Killer
- 1966: Der Mann, der zweimal lebte (Seconds)
- 1966: The Rat Patrol (Fernsehserie, eine Folge)
- 1966: Barefoot in Athens  (Fernsehfilm)
- 1967: Tennisschläger und Kanonen (I Spy, Fernsehserie, eine Folge)
- 1967: Love Is a Many Splendored Thing (Fernsehserie)
- 1969: Ich, Natalie (Me, Nathalie)
- 1970: Bonanza (Fernsehserie, eine Folge)
- 1971: The Deadly Dream (Fernsehfilm)
- 1971: So gute Freunde (Such Good Friends)
- 1971, '73: Rauchende Colts (Gunsmoke, Fernsehserie, zwei Folgen)
- 1972: Unter Wilden (Savages)
- 1974: The Wide World of Mystery (Fernsehserie, eine Folge)
- 1974: McMillan & Wife (Fernsehserie, eine Folge)
- 1974: House of Evil
- 1974: The New Land  (Fernsehserie, eine Folge)
- 1974: Parker Adderson, Philosopher
- 1975: The Boy Who Talked to Badgers
- 1975: Medical Center (Fernsehserie, zwei Folgen)
- 1975: Disney-Land (Fernsehserie, zwei Folgen)
- 1975: The Jolly Corner
- 1975: Petrocelli (Fernsehserie, eine Folge)
- 1976: Bumpers Revier (The Blue Knight, Fernsehserie, eine Folge)
- 1976: Sag das nochmal Darling (All’s Fair, Fernsehserie, eine Folge)
- 1976: Einsatz in Manhattan (Kojak, Fernsehserie, eine Folge)
- 1976: Gibbsville (Fernsehserie, eine Folge)
- 1976: Diary of the Dead
- 1976–77: Mary Hartman, Mary Hartman (Fernsehserie)
- 1977: Die Angeklagte (In the Glitter Palace, Fernsehfilm)
- 1977: Sharon: Portrait of a Mistress
- 1977: Barnaby Jones (Fernsehserie, eine Folge)
- 1980: Verdammt in alle Ewigkeit (From Here to Eternity, TV-Miniserie)
- 1980: The Golden Moment: An Olympic Love Story  (Fernsehfilm)
- 1980: Mad Pilot – Der Wahnsinnsflieger (Cloud Dance)
- 1980: Hagen (Fernsehserie, eine Folge)
- 1981: A Matter of Life and Death (Fernsehfilm)
- 1981: Harrys ganz privater Krieg (Harry’s War)
- 1981: Hart aber herzlich (Hart to Hart, Fernsehserie, Folge 3x01 Rosen und Dornen)
- 1981: The Two Lives of Carol Letner (Fernsehfilm)
- 1981: Quincy (Quincy, M. E., Fernsehserie, eine Folge)
- 1982: Das Zukunftsbaby (Fernsehfilm)
- 1982: Trapper John, M.D. (Fernsehserie, eine Folge)
- 1983: Großalarm im Krankenhaus (Uncommon Valor, Fernsehfilm)
- 1983: Grace Kelly (Fernsehfilm)
- 1983: Ein Killer in der Familie (A Killer in the Family, Fernsehfilm)
- 1985: Eye to Eye (Fernsehserie, eine Folge)
- 1985: Playing with Fire (Fernsehfilm)
- 1986: Ayla und der Clan des Bären (The Clan of the Cave Bear, Stimme)
- 1986: Die Colbys – Das Imperium (The Colbys, Fernsehserie, eine Folge)
- 1986: Cagney & Lacey (Fernsehserie, eine Folge)
- 1986: Verrat an der Liebe (Just Between Friends, Fernsehfilm)
- 1986: MacGyver (Fernsehserie, eine Folge)
- 1987: Falcon Crest (Fernsehserie, vier Folgen)
- 1988–92: Superboy (Fernsehserie)
- 1989: Der Hogan-Clan (Valerie, Fernsehserie, drei Folgen)
- 1989: Cast the First Stone (Fernsehfilm)
- 1990: Wunderbare Jahre (The Wonder Years, Fernsehserie, eine Folge)
- 1991: Under Cover (Fernsehserie, eine Folge)
- 1991: Before the Storm (Fernsehfilm)
- 1992: Geschichten aus der Gruft (Tales from the Crypt, Fernsehserie, eine Folge)
- 1992–93: L.A. Law – Staranwälte, Tricks, Prozesse (L.A. Law, Fernsehserie, drei Folgen)
- 1992–97: Melrose Place (Fernsehserie, fünf Folgen)
- 1993: Raumschiff Enterprise – Das nächste Jahrhundert (Star Trek, Fernsehserie, eine Folge)
- 1994: Chicago Hope: Endstation Hoffnung (Fernsehserie, eine Folge)
- 1994–99: Star Trek: Deep Space Nine (Fernsehserie, 15 Folgen)
- 1996: Lotterie des Schreckens (The Lottery, Fernsehfilm)
- 1997: Ein ganz normaler Heiliger (Nothing Sacred, Fernsehserie, eine Folge)
- 1998: I’m Losing You
- 2001: Cats & Dogs – Wie Hund und Katz' (Cats & Dogs, Stimme)
- 2001: Room 101
- 2007: Avatar – Der Herr der Elemente (Avatar: The Last Airbender, Fernsehserie, eine Folge, Stimme)
- 2010: The Event (Fernsehserie, eine Folge)
- 2011: Green Lantern
- 2014: A Place for Heroes
- 2015: Norm – König der Arktis (Norm of the North, Stimme)
- 2023: Finding Hannah